# مارثا إديوزي
مارثا إديوزي (ولدت في 8 يونيو 1976) هي عداءة كندية. شاركت في منافسات 100 متر في دورة الألعاب الأولمبية الصيفية لعام 2000 . 

## روابط خارجية
- مارثا إديوزي على موقع الاتحاد الدولي لألعاب القوى (الإنجليزية)
- مارثا إديوزي على موقع الاتحاد الكندي لألعاب القوى (الإنجليزية)
- مارثا إديوزي على موقع اللجنة الأولمبية الدولية (الإنجليزية)
- مارثا إديوزي على موقع أوليمبيديا (الإنجليزية)
- مارثا إديوزي على موقع اللجنة الأولمبية الكندية (الإنجليزية)
- مارثا إديوزي على موقع اتحاد ألعاب الكومنولث (مؤرشف) (الإنجليزية)
- مارثا إديوزي على موقع اتحاد ألعاب الكومنولث (مؤرشف) (الإنجليزية)